# レオネス・デ・インドゥストリアレス
レオネス・デ・インドゥストリアレス（Leones de Industriales）はキューバの野球リーグであるセリエ・ナシオナル・デ・ベイスボルに所属する野球チーム。本拠地はキューバの首都ハバナ。
キューバ屈指の名門チームとして知られている。

## 概要
1962年に設立された。アラクラネス・デル・アルメンダレスの後継球団で、ハバナにホームタウンを置くチームである。1977年のリーグ創設時から所属。全国にファンが存在しており、ホームのスタジアムとして使用するエスタディオ・ラティーノアメリカーノ（55,000人収容）はほぼ満員になることが多い。
東に位置するアビスパス・デ・サンティアーゴ・デ・クーバとの対決はMLBのニューヨーク・ヤンキース対ボストン・レッドソックス、NPBの読売ジャイアンツ対阪神タイガースのような伝統の一戦に近く白熱する。
ロイヤルブルーがチームカラーであることからブルー・ライオンズという愛称で呼ばれている。

## 主な所属選手

### リーグMVP獲得選手
- ウルバーノ・ゴンサーレス（1965年）
- ペドロ・チャベス（1967年）
- アントニオ・ヒメネス（1971年）
- アグスティン・マルケッティ（1972年）
- ラサロ・バルガス（1986年）
- ハビエル・メンデス（1987年、2003年）
- ホルヘ・フメロ（1996年）
- アレクサンデル・マジェタ（2007年）
- リスバン・コレア（2021年）

### その他
- アリエル・ミランダ
- アンディ・ロドリゲス
- オーランド・ヘルナンデス
- オドリサメル・デスパイネ
- カルロス・タバレス
- ケンドリス・モラレス
- バーバロ・カニザレス
- フランシスリー・ブエノ
- ヘルマン・メサ
- ホセ・バレロ
- ミゲル・バルガス
- ヤセール・ゴメス
- ヤデル・マルティ
- ユスニエル・ディアス
- ユニエスキ・グリエル
- ユネル・エスコバー
- ユリ・グリエル
- ヨアンドリ・ウルヘジェス
- ルルデス・グリエル・ジュニア
- レネ・アロチャ
- レイ・オルドニェス
- ロヘリオ・アルメンテロス